# 아세트산 칼슘
아세트산 칼슘(Calcium acetate)은 아세트산의 칼슘염인 화합물이다. 이 물질의 화학식은 Ca(C2H3O2)2이다. 표준명은 아세트산 칼슘이고, 에타노산 칼슘(calcium ethanoate)은 체계명이다. 이전 이름은 석회 아세테이트(acetate of lime)이다. 무수 형태는 흡습성이 매우 높다. 따라서 일수화물(Ca(CH3COO)2•H2O)이 일반적인 형태이다.

## 생산
아세트산 칼슘은 탄산 칼슘(계란 껍질이나 석회석이나 대리석과 같은 일반적인 탄산염 암석에서 발견됨) 또는 수화석회를 식초에 담가서 제조할 수 있다.
CaCO3(s) + 2CH3COOH(aq) → Ca(CH3COO)2(aq) + H2O(l) + CO2(g)
Ca(OH)2(s) + 2CH3COOH(aq) → Ca(CH3COO)2(aq) + 2H2O(l)
두 시약 모두 선사 시대부터 이용 가능했기 때문에 그 화학 물질은 그 당시 결정으로 관찰될 수 있었을 것이다.